# Championnat d'Australie d'échecs
Le Championnat d'échecs d'Australie est un tournoi d'échecs organisé par la fédération australienne des échecs (Australian Chess Federation), et qui a lieu tous les deux ans. Le tournoi est en grande partie réservé aux joueurs d'échecs australiens, même s'il est courant de permettre à un petit nombre de joueurs étrangers de participer. Le plus prolifique de joueur qui marque le plus de points (souvent le vainqueur du tournoi) remporte le titre de champion d'échecs d'Australie jusqu'au prochain tournoi. Le format du tournoi est normalement un système suisse fermé, et en cas d'égalité pour la première place, un match, voire un mini-tournoi, départage les joueurs.
Depuis 1971, l'Open d'Australie est organisé entre chaque championnat. Cet événement est ouvert à tous les joueurs, indépendamment de la nationalité. Le gagnant détient le titre de vainqueur de l'Open d'Australie.
Le championnat junior australien et celui des filles a lieu chaque année. Le championnat australien féminin a d'abord été organisé comme un tournoi séparé, mais le règlement actuel attribue le titre championne d'Australie à la joueuse la mieux classée lors de l'Open d'Australie (sous condition qu'il y ait un nombre minimum de participantes).

## Champions d'Australie
Avant 2008, le tournoi commençait généralement à la fin du mois de décembre (après Noël) et se terminait en janvier. Depuis 2008, le tournoi a généralement lieu totalement en janvier. Dans le tableau ci-dessous, la date correspond à l'année pendant laquelle le tournoi s'est terminé.
| Année    | Ville hôte   | Vainqueurs |
| -------- | ------------ | --- |
| 1885     | Melbourne    | Frederick Karl Esling (match) : gagne une partie, puis George Gossip abandonne                                       |
| 1887     | Adélaïde     | Henry Charlick |
| 1888     | Melbourne    | William Crane |
| 1893     | Sydney       | Albert Edward Noble Wallace                                                                                          |
| 1895     | Melbourne    | Albert Edward Noble Wallace                                                                                          |
| 1896     | Sydney       | Albert Edward Noble Wallace                                                                                          |
| 1897 (1) | Warnambool   | William Crane |
| 1897 (2) | Sydney       | Julius Leigh Jacobsen                                                                                                |
| 1906     | Perth        | William Samuel Viner                                                                                                 |
| 1912     | Sydney       | William Samuel Viner                                                                                                 |
| 1913     | Bellingen    | William Samuel Viner                                                                                                 |
| 1922     | Melbourne    | Charles Gilbert Marriott Watson                                                                                      |
| 1924     | Brisbane     | William Samuel Viner                                                                                                 |
| 1926     | Sydney       | Spencer Crakanthorp                                                                                                  |
| 1927     | Perth        | Spencer Crakanthorp                                                                                                  |
| 1931     | Melbourne    | Charles Gilbert Marriott Watson                                                                                      |
| 1933     | Sydney       | Gary Koshnitsky |
| 1935     | Melbourne    | Cecil Purdy |
| 1937     | Perth        | Cecil Purdy |
| 1939     | Sydney       | Gary Koshnitsky |
| 1945     | Sydney       | Lajos Steiner |
| 1947     | Adélaïde     | Lajos Steiner |
| 1949     | Melbourne    | Cecil Purdy |
| 1951     | Brisbane     | Cecil Purdy |
| 1953     | Hobart       | Lajos Steiner |
| 1955     | Perth        | John Purdy |
| 1957     | Melbourne    | Karlis Ozols et Lazare Suchowolski (Suchowolski émigre en Israël avant qu'un match de départage ne puisse être joué) |
| 1959     | Hobart       | Lajos Steiner |
| 1960     | Adélaïde     | Lucius Endzelins |
| 1963     | Perth        | John Purdy |
| 1965     | Hobart       | Douglas G. Hamilton                                                                                                  |
| 1967     | Brisbane     | Douglas G. Hamilton                                                                                                  |
| 1969     | Melbourne    | Walter Browne |
| 1970     | Sydney       | Alfred Flatow |
| 1972     | Melbourne    | Maxwell Fuller et Trevor Hay (départage : 5–5)[2].                                                                   |
| 1974     | Cooma        | Robert Murray Jamieson                                                                                               |
| 1976     | Sydney       | Serge Rubanraut |
| 1978     | Perth        | Robert Murray Jamieson                                                                                               |
| 1980     | Adélaïde     | Ian Rogers |
| 1982     | Melbourne    | Douglas G. Hamilton                                                                                                  |
| 1984     | Sydney       | Darryl Johansen |
| 1986     | Toowoomba    | Ian Rogers |
| 1988     | Gosford      | Darryl Johansen |
| 1990     | Sydney       | Darryl Johansen |
| 1992     | Melbourne    | Aleksandar Wohl |
| 1994     | Melbourne    | John-Paul Wallace |
| 1996     | Sydney       | Guy West |
| 1998     | Melbourne    | Ian Rogers |
| 2000     | Tumbi Umbi   | Darryl Johansen |
| 2002     | Melbourne    | Darryl Johansen |
| 2004     | Adélaïde     | Gary Lane |
| 2006     | Brisbane     | Ian Rogers |
| 2008     | Parramatta   | Stephen Solomon[3]                                                                                                   |
| 2010     | North Sydney | Zhao Zong-Yuan |
| 2012     | Geelong      | Darryl Johansen |
| 2014     | Springvale   | Max Illingworth |
| 2016     | Melbourne    | Bobby Cheng |
| 2018     | North Sydney | Max Illingworth |
| 2020     | Sydney       | Temur Kuybokarov |
| 2022     | Gold Coast   | Temur Kuybokarov |
| 2024     | Adelaide     | Rishi Sardana |

## Championnes d'Australie
- 1966 : Marion McGrath
- 1969 : Marion McGrath
- 1972 : Narelle Kellner
- 1974 : Narelle Kellner
- 1976 : Marion McGrath
- 1978 : Lynda Pape
- 1980 : Marion McGrath
- 1982 : Anne Slavotinek
- 1984 : Anne Slavotinek
- 1986 : Josie Wright
- 1988 : Carin Craig
- 1990 : Josie Wright
- 1992 : Katrin Aladjova-Wills
- 1995 : Daniela Nuțu-Gajić
- 1996 : Biljana Dekic et Phan Ngan-Koshnitsky
- 1998 : Phan Ngan-Koshnitsky
- 1999 : Irina Feldman
- 2002 : Narelle Szuveges
- 2003 : Slavica Saraï
- 2015 : Heather Richards
- 2017 : Alexandra Jule
- 2019 : Ioulia Ryjanova
- 2023 : Leah Rice[4]
- 2024 : Julia Ryjanova[5]

## Champions australiens des moins de 18 ans
Lechampionnat d'échecs junior australien (Australian Junior Chess Championship) est un tournoi organisé par la Fédération australienne des échecs, chaque année. Elle est réservée aux jeunes amateurs de moins de 18 ans. Le championnat féminin se déroule en même temps.
- 1949 : W. Levick
- 1951 : John Purdy
- 1952 : J. Hortovanyi
- 1953 : Malcolm Broun
- 1954 : D. Robson
- 1955 : J. Hortovanyi
- 1956 : A. Irving
- 1957 : J. Ferguson
- 1958 : D. Rudd
- 1959 : Ron Klinger
- 1960 : Peter Lay
- 1961 : Trevor Hay
- 1962 : N. Alexander
- 1963 : Maxwell Fuller
- 1964 : William Kerr
- 1965 : William Kerr
- 1966 : Mike Woodhams
- 1967 : Arthur Pope
- 1968 : Noel Craske
- 1969 : John Hendry
- 1970 : Alan Sauran
- 1971 : Arthur Koelle
- 1972 : Greg Melrose
- 1973 : Robert Bartnik
- 1974 : William Jordan
- 1975 : David Dick (qui termine derrière Murray Chandler : et Kai Jensen, inéligibles au titre étant néo-zélandais[6])
- 1976 : Ian Rogers
- 1977 : Darryl Johansen et D. Fardell
- 1978 : Murray Smith
- 1979 : Stephen Kerr
- 1980 : Stephen Solomon : (première place partagée avec Donald MacFarlane, inéligible au titre étant sud-africain)
- 1981 : Rey Casse (première place partagée avec Jonathan Sarfati, inéligible au titre étant néo-Zélandais)
- 1982 : Paul Broekhuyse
- 1983 : Konrad Hornung
- 1984 : Peter Evans
- 1985 : Timothy Reilly
- 1986 : Shane Hill
- 1987 : Colin Davis
- 1988 : Lee Jones
- 1989 : Peter Cotton
- 1990 : Nick Speck
- 1991 : Lee Jones
- 1992 : Trevor Tao
- 1993 : John Paul Wallace
- 1994 : Ry Curtis
- 1995 : Charles Pizzato
- 1996 : David Cordover
- 1997 : Max Leskiewicz
- 1998 : Geoff Saw
- 1999 : David Smerdon
- 2000 : Justin Tan
- 2001 : Zhao Zong-Yuan
- 2002 : Kuan-Kuan Tian
- 2003 : Tomek Rej
- 2004 : Denis Bourmistrov
- 2005 : Moulthun Ly
- 2006 : Angela Song
- 2007 : Michael Wei
- 2008 : Junta Ikeda
- 2009 : Cedric Antolis
- 2010 : Bobby Cheng
- 2011 : Bobby Cheng
- 2012 : Alistair Cameron
- 2013 : Gene Nakauchi
- 2014 : Anton Smirnov
- 2015 : Yi Liu
- 2016 : Ari Dale
- 2017 : Ray Yang
- 2018 : David Cannon
- 2019 : Sterling Bayaca
- 2020 : Cameron Mc Gowan
- 2023 : Ruicheng Wang
- 2024 : Anh Quan Nguyen

## Championnes australiennes junior
- 1960 : Irene Tannenthal
- 1964 : Rosalind Jones
- 1965 : Rosalind Jones
- 1966 : Rosalind Jones
- 1967 : Marilyn Urlick
- 1968 : Nona Monachowec
- 1969 : Nona Monachowec
- 1970 : Linda Maddern
- 1971 : Linda Maddern
- 1972 : Lillian Orfèvre
- 1973 : Irena Duluk
- 1974 : Cathy Innes-Brun
- 1975 : Cathy Innes-Brun, Cathy Depasquale et Karen Hancock
- 1976 : Kate Marshall
- 1977 : Anne Martin
- 1978 : Anne Slavotinek
- 1979 : Anne Slavotinek
- 1980 : Astrid Ketelaar
- 1981 : Jill Clementi
- 1982 : Josie Wright
- 1983 : Trudi Potter
- 1984 : Colleen Lau
- 1985 : Gina Soto-Olivo
- 1986 : Natalie Mills, J. Rees, Blanche Wilkie et Phan Nga
- 1987 : Tam Nguyen
- 1988 : Nancy Jones
- 1989 : Nancy Jones
- 1990 : Gabrielle Grbovac, J. King & Barbara Remenyi et Boglarka Remenyi
- 1991 : Boglarka Remenyi
- 1992 : J. Harrington
- 1993 : Veronica Klimenko, I. Liubomirskaia et Narelle Szuveges
- 1994 : Sulyn Teh
- 1995 : Jasmin Lauer-Smith
- 1996 : Laura Moylan
- 1997 : Elaine Chong
- 1998 : Ullash Tiwari
- 1999 : Catherine Lip, J. Lauer-Smith et Shiloh Norris
- 2000 : Catherine Lip
- 2001 : Michelle Lee
- 2002 : Shannon Oliver
- 2003 : Angela Song
- 2004 : Heather Huddleston
- 2005 : Rebecca Harris
- 2006 : Alexandra Jule
- 2007 : Emma Guo
- 2008 : Deborah Ng
- 2009 : Sally Yu
- 2010 : Leteisha Simmonds
- 2011 : Savithri Narenthran
- 2012 : Miranda Webb-Liddle
- 2013 : Nicole Chin
- 2014 : Shirley Gu
- 2015 : Kristine Quek
- 2016 : Zhi Guo Lin

## Vainqueurs de l'Open d'Australie
- 1971 : Lajos Portisch (Hongrie)
- 1973 : Maxwell Fuller
- 1975 : Maxwell Fuller
- 1977 : Trevor Foin, Stewart Stand et Michael Woodhams
- 1979 : Maxwell Fuller
- 1981 : Robert Murray Jamieson
- 1983 : Darryl Johansen
- 1985 : Guy West
- 1987 : Gyula Sax (Hongrie)
- 1989 : Aleksandar Wohl et Robin Hill
- 1991 : Lembit Oll (Estonie), Edvis Kengis (Lettonie), Darryl Johansen et Tony Miles (Angleterre)
- 1993 : Ian Rogers
- 1995 : Dinh Duc Trong (Vietnam)
- 1997 : Darryl Johansen
- 1999 : Vadim Milov (Suisse)
- 2001 : Stefan Djuric
- 2003 : Jean-Paul Wallace
- 2005 : Elena Sedina (Italie)
- 2007 : Chung-Yuan Zhao
- 2009 : Aleksandar Wohl, George Xif Au Catalogue
- 2011 : George Xie, Chung-Yuan Zhao et Moulthun Ly
- 2013 : Bobby Cheng
- 2015 : Ni Hua
- 2017 : Max Illingworth ; Temur Kuybokarov (Ouzbekistan) ; Kanan Izzat (Azerbaïdan) et Yi Liu
- 2019 : Temur Kuybokarov et Kanan Izzat (Azerbaïdjan)
- 2023 : Temur Kuybokarov

## Grand Prix d'Australie
Depuis 1989, la fédération australienne a mis en place un système d'accumulation de points dans des tournois de fin de semaine. Les gagnants sont :
- 1989 : Ian Rogers
- 1990 : Stephen Salomon
- 1991 : Darryl Johansen
- 1992 : Darryl Johansen
- 1993 : Darryl Johansen
- 1994 : Ian Rogers
- 1995 : Darryl Johansen
- 1996 : Darryl Johansen
- 1997 : Stephen Salomon
- 1998 : Ian Rogers
- 1999 : Stephen Salomon
- 2000 : Ian Rogers
- 2001 : Stephen Salomon
- 2002 : Ian Rogers
- 2003 : Ian Rogers
- 2004 : Ian Rogers
- 2005 : Igor Bjelobrk
- 2006 : George Xif
- 2007 : Dejan Antic
- 2008 : Stephen Salomon
- 2009 : David Smerdon
- 2010 : Zhao Zong-Yuan
- 2011 : Stephen Salomon
- 2012 : George Xif
- 2013 : Brodie McClymont
- 2014 : Moulthun Ly
- 2015 : Anton Smirnov
- 2016 : Brodie McClymont
- 2017 : Stephen Solomon
- 2018 : Stephen Solomon
- 2019 : Stephen Solomon

## Champions d'échecs par correspondance
1. Cecil Purdy (1937-1939 et 1946-1948)
2. Romanas Arlauskas (1948-1950)
3. Max Salm (1953-1955)
4. Karlis Ozols, John Kellner (1956-1959)
5. John Kellner (1959-1961)
6. Lloyd Fell (1961-1963)
7. Allan Miller, Max Salm (1964-1966)
8. Clive Barnett (1967-1969)
9. Peter Thompson (1970-1972)
10. Michael Woodhams (1973-1975)
11. Irvis Venclovas, Greg Ware (1975-1977)
12. Norton Jacobi, Roy Weigand (1977-1979)
13. Kevin Harrison (1979-1981)
14. Simon Jenkinson (1981-1983)
15. Lloyd Fell (1983-1985)
16. Guy West (1985-1987)
17. Frank Hutching (1987-1989)
18. Jose Silva (1989-1991)
19. Frank Hutching (1991-1993)
20. Bill Jordan (1993-1995)
21. Clive Barnett, Stewart Booth (1995-1997)
22. Mike Juradowith (1997-1999)
23. Stewart Booth (1999-2001)
24. Gary Benson (2001-2003)
25. Ralph Basden (2002-2004)
26. (2003-2006)
27. Bruce Oates (2004-2007)
28. Clive Barnett, John Fenwick (2005-2009)  [8]
29. Clive Barnett (2006-2008)  [9]
30. E. B. Morgan (2007-2011)  [10]
31. John Fenwick (2008-2010)  [11]
32. Simon Jenkinson (2010-2011)  [12]
33. Clive Murden (2012-2014)  [13]
34. Colin McKenzie (2013-2014[14] et 2014-2016[15])
35. Barrie Mulligan (2015-2018)  [16]
36. Richard Egelstaff (2016-2018)  [17]
37. Barrie Mulligan (2017-2018)  [18]
38. Joe Tanti (2018-2020)  [19]
39. Barrie Mulligan (2019-2020)  [20]
40. Erik Staak (2020-2021)  [21]
41. Simon Jenkinson (2021-2022)  [22]
42. Simon Jenkinson, Eric Staak (2022-2023)  [23]